# Saison 5 d'Unité 9
Chronologie
Saison 4 Saison 6
Cet article présente les vingt-quatre épisodes de la cinquième saison de la série télévisée québécoise Unité 9.

## Synopsis
À la suite de la tentative de suicide de Marie, sa famille, les membres du personnel ainsi que les détenues se sentent tous affecté et entrent en réflexion. Jeanne, Suzanne, Kim, Marie-Gisèle et Cameron se demandent si elles ont le droit de vivre. Benoit et George hésitent à faire part de ces événements à Lucie qui vient d'accoucher.
Pendant ce temps, Normand, qui doit subir une greffe de la cornée après l'attaque de Brittany, est dans l'incapacité de reprendre ses fonctions. Marie-France Caron le remplace en tant que directrice par intérim, profitant de cette opportunité pour montrer son aptitude à diriger un milieu carcéral. Des changements sont à prévoir, notamment au sujet des interventions. Elle est appréciée de tous. Les relations entre membres du personnel et détenues devront être revues, Madeleine et Josée étant les premières à le réaliser.

## Distribution

### Acteurs principaux

#### Détenues
- Ève Landry : Jeanne Biron (23 épisodes)
- Élise Guilbault : Kim Vanier (21 épisodes)
- Guylaine Tremblay : Marie Lamontagne (19 épisodes)
- Catherine-Anne Toupin : Shandy Galarneau (18 épisodes)
- Angèle Coutu : Marie-Gisèle Castonguay (18 épisodes)
- Karelle Tremblay : Cameron Marquis (18 épisodes)
- Danielle Proulx : Henriette Boulier (14 épisodes)
- Claudia Ferri : Bétina Selanes (14 épisodes)
- Ayisha Issa : Brittany "Bouba" Sizzla (13 épisodes)
- Geneviève Schmidt : Jessica Poirier (13 épisodes)
- Simone-Élise Girard : Judith Carpentier (13 épisodes)
- Sabrina Bégin Tejeda : Mariposa Selanes (12 épisodes)
- Céline Bonnier : Suzanne Beauchemin (10 épisodes)

#### Personnel
- Mathieu Baron : Marco Choquette (24 épisodes)
- Catherine Paquin-Béchard : Josée Tessier (24 épisodes)
- Luc Guérin : Steven Picard (23 épisodes)
- Marie-Chantal Perron : Madeleine Tessier (22 épisodes)
- Debbie Lynch-White : Nancy Prévost (18 épisodes)
- François Papineau : Normand Despins (18 épisodes)
- Jason Roy Léveillée : Kevin Anctil (17 épisodes)
- Normand Daneau : Martin Lavallée (14 épisodes)
- Sophie Prégent : Marie-France Caron (13 épisodes)
- Salomé Corbo : Caroline Laplante (8 épisodes)
- Paul Doucet : Georges Sainte-Marie (6 épisodes)

#### Entourage de Marie Lamontagne
- Patrice L'Écuyer : Benoît Frigon (11 épisodes)

### Invités

#### Détenues
- Carla Turcotte : Éva Côté (7 épisodes)
- Anne Casabonne : Annie Surprenant (1 épisode)
- Claire Jacques : Solange "Oli" Chrétien (1 épisode)
- Micheline Lanctôt : Élise Beaupré (1 épisode, images d'archives seulement)
- Catherine Proulx-Lemay : Michèle Paquette (1 épisode, images d'archives seulement)
- Sarah-Jeanne Labrosse : Laurence Belleau (1 épisode, images d'archives seulement)

#### Personnel
- Karen Elkin : Christine Desjardins (Monlam) (6 épisodes)
- Mariloup Wolfe : Agathe Boisbriand (2 épisodes, images d'archives seulement))
- Patricia Larivière : Gwendoline Bachand (2 épisodes)
- Paul Ahmarani : François Beaudry (2 épisodes)

#### Entourage
- Gaston Lepage : Maurice Marchand (5 épisodes)
- Henri Chassé : André Chrétien (5 épisodes)
- Émilie Bibeau : Lucie Lamontagne (4 épisodes)
- Olivier Aubin : Jean Hamelin (4 épisodes)
- Jazz Meera : Lakshana (4 épisodes)
- Philippe Thibault-Denis : Justin Boileau (3 épisodes)
- Maxime Mailloux : Mathieu Poirier (3 épisodes)
- Sébastien Roberts : Patrick (3 épisodes)
- Joanie Martel : Mayline (3 épisodes)
- Charles-Alexandre Dubé : Jasmin Chartrand (2 épisodes)
- Rémi Goulet : Rémi Chartrand (2 épisodes)
- Simon Rousseau : Pierre-Paul (2 épisodes)
- Sarah-Anne Parent : Mathilde (2 épisodes)
- Normand Canac-Marquis : Médecin de Madeleine (1 épisode)
- Isabelle Brouillette : Patricia Joly (1 épisode)
- Frank Schorpion : Pierre (1 épisode)
- Frédérique Dufort : Léa Petit (1 épisode, images d'archives seulement)
- Béatrice Picard : Sœur Agnès Grâce (1 épisode)
- Nicola-Frank Vachon : Marco Biron (1 épisode)
- Marie-Claude Guérin : Martine (1 épisode)
- Marie-Pier Labrecque : Patrice Carpentier (1 épisode)
- Julien Poulin : Jean-Marc Poirier (1 épisode)
- Hélène Major : Commissaire aux libérations (1 épisode)

## Production

### Casting
Le 29 mars 2016, on annonce de Karelle Tremblay sera de retour pour cette saison. Le 9 avril, on mentionnent que Catherine Paquin-Béchard reprendra le tournage de la série. Le 15 avril, lors d'une entrevue, Élise Guilbault indique qu'elle reprendra son rôle. Le 28 avril, on annonce qu'Ève Landry et Catherine-Anne Toupin seront de retour pour la cinquième saison, alors que Jason Roy-Léveillé annonce qu'il sera présent deux fois plus souvent lors de cette saison.
Le 12 mai, c'est Geneviève Schmidt qui confirme son retour lors d'une entrevue. Le 18 mai, Simone-Élise Girard annonce qu'elle sera présente lors de cette saison. Le 22 mai, il est mentionné que Claudia Ferri sera de retour.
Le 3 juin, on indique que Salomé Corbo sera de retour. Le 4 juin, il est indiqué que Luc Guérin est en tournage pour l'émission. Le 8 juin, Debbie-Lynch White confirme son retour. Le 9 juin, on annonce que Danielle Proulx reprendra son rôle. Le 21 juin, il est indiqué de Paul Doucet est en tournage pour cette saison.
Le 23 juin, l'auteure Danielle Trottier annonce via Facebook l'arrivée d'un nouveau personnage, Marie-France Caron, incarné par Sophie Prégent et qui sera la nouvelle directrice de l'établissement de Lietteville. Le 1er juillet, le Magazine La Semaine mentionne qu'Émilie Bibeau sera présente pour cette saison. Le 11 juillet, il est indiqué lors d'une entrevue que Marie-Chantal Perron sera de retour. 
Le 2 août, des premières images de la saison cinq sont publiées, qui confirme le retour de Céline Bonnier, d'Angèle Coutu et de Mathieu Baron. Le 8 août, la bande-annonce du première épisode est mis en ligne indiquant la présence, lors de cette saison, d'Ayisha Issa, de François Papineau, de Normand Daneau et de Carla Turcotte. La présence d'Olivier Aubin au lancement de la rentrée d'ICI Radio-Canada le 22 août indique son retour pour cette saison. La mise à jour du synopsis de la nouvelle saison mentionne le personnage de Benoît, ce qui signifie que Patrice L'Écuyer sera présent lors de cette saison.
Le premier épisode diffusé le 13 septembre voit le retour de Blaise Tardif, Alexandra Laverdière et Élyse Aussant pour cette saison, ainsi que l'arrivée de Normand Canac-Marquis et Henri Chassé dans la distribution. Gaston Lepage revient pour cette saison à partir du troisième épisode. La distribution du cinquième épisode annonce que Paul Ahmarani est retour, et qu'Isabelle Brouillette sera la mère de Cameron.

## Liste des épisodes

### Épisode 1
- Québec : 1,943 million de téléspectateurs[21]

- Normand Canac-Marquis (Médecin Madeleine)
- Henri Chassé (André Chrétien)
- Blaise Tardif (AC-4 Rousseau)
- Alexandra Laverdière (IPL A. Clermont)
- Patricia Dorval (IPL P. Provencher)
- Élyse Aussant (IPL M. Clermont)
- Carla Turcotte (Éva Côté)
- Kim Gourdeau (IPL J. Doré)
- Alain Bastien (Infirmier Normand)
- Joelle Paré-Beaulieu (IPL T. Mamoru)
- Pier-Olivier Paquet (AC 3 J. Montplaisir)
- Patrick Abellard (AC 3 T. Laberge)
- Kim Cormier (IPL S. Martineau)
- Jimmy Duperval (AC-4 K. Marschall)
- Sophie Levesque (IPL M. Turgeon)
- Marie-Lou Bariteau (IPL G. Hufmann)
- Karine-Marie Délisle (IPL D. Langlois)
- Valérie Wiseman (IPL Max Garde)
- Émilie Livernois-DesRoches (IPL G. Delaporte)
- Guenièvre Sandré (Détenue prog colère)
- Marie-Pier Denis (Détenue prog colère #2)
- Trudi Yearwood (Détenue ethnique)
- Héléna Laliberté (Coordonnateur de cascades)

Dans une salle de consultation, Madeleine a un entretien avec son médecin. Elle se remémore le moment lorsqu'elle a découvert Marie pendu dans l'unité de visite familiale privée. Il est dévoilé qu'elle a eu une attaque cardiaque en retrouvant la détenue ainsi. Bien que son médecin l'encourage à prendre une pause, Madeleine lui demande de signer son retour au travail. Elle rejoint sa fille Josée dans le couloir, cette dernière voulant lui changer les idées en lui proposant une activité. Madeleine refuse, et va rendre visite à Marie à l'hôpital. Elle lui annonce que Lucie vient d'accoucher d'un enfant.
Dans le bureau des opérations à Lietteville, Nancy fait part à Marco que Bouba veut voir le psychologue. Le chef de la sécurité pense que la détenue va être transférée dans un nouvel établissement sous peu. De retour au secteur de sécurité maximum, Nancy accompagne et surveille de très près Bouba, qui a le droit à une sortie dans la cour.
À l'hôpital, Steven rend visite à Normand, qui juge que son opération s'est mal passé, son œil ne pouvant être sauvé. Il se demande pourquoi Bouba l'a agressé, Steven lui répondant que c'est une détenue imprévisible. Le psychologue lui fait part de quelques nouvelles concernant Lietteville, et lui propose d'aller chercher des vêtements.
Dans la chapelle, Marco rencontre Georges pour lui faire part de la tentative de suicide de Marie, et lui propose de transmettre cette nouvelle à la famille de la détenue. L'aumônier est bouleversé. Il se rend chez Benoît, annonçant la nouvelle, lui disant aussi que son appel téléphonique a sauvé Marie. Benoît confronte alors George sur la tentative de poursuite que voulait faire Marie à son encontre. Il mentionne aussi le fait qu'il sentait que Georges ne voulait pas qu'il se marie avec Marie. De ces faits, l'aumôner n'a pas d'autres choix que de dire qu'il est amoureux de la détenue.
À Lietteville, Marco réunit les membres du personnel pour leur parler de l'agression de Normand. Certains employés espèrent que la sécurité sera augmentée. Steven, qui est présent, voit un certain malaise chez Nancy. Il lui demande de venir à son bureau. L'IPL lui fait alors part d'une potentielle relation entre Shandy et Kevin.
Dans la cour, Cameron discute avec Éva. Shandy arrive et demande à Cameron de quitter, ce qu'elle refuse. Shandy demande alors à Éva de frapper Cameron, ce qu'elle fait sans hésitations. Madeleine et Josée arrivent et les arrête. Elles sont emmenées dans la salle des visiteurs. Marco arrive, et lorsque Cameron s'explique sur le fait qu'elle est innocente, Madeleine sort de ses gonds et la traite de menteuse. Marco demande à la mère et la fille de sortir, puis renvoi Cameron dans son unité, alors qu'Éva est envoyée en isolement. Le chef de la sécurité demande alors à Madeleine et à Josée de rédiger un rapport d'incident chacune pour connaître les deux versions. Une fois rédigé, Josée le remet à Marco et demande un entretien privé à propos de sa mère, ce qu'il accepte de faire mais après avoir lu les deux rapports. Une fois fait, il réalise qu'ils diffèrent quelque peu. Il rencontre Josée, qui lui parle de Madeleine, que cette dernière a réagi trop fortement lors de l’intervention due aux derniers chocs qu'elle a subis. Marco quant à lui demande à Josée de prendre exemple sur elle, qui selon lui complète d'excellentes interventions.
Dans l'Unité 9, Jeanne et Suzanne observent Kim par la fenêtre de sa chambre. Cette dernière n'a pas mangé et reste couchée. Jeanne croit qu'elle vient de réaliser qu'était-ce Lietteville. Cameron arrive alors et rentre dans sa chambre. Elle fait part à Jeanne, Suzanne et Marie-Gisèle de son altercation avec Éva, mentionnant que c'est Shandy la véritable coupable. Jeanne lui promet de l'aider. Cameron veut alors être réconfortée par Jeanne de la même façon que cette dernière a faite avec Kim, ce qu'elle refuse.
Dans sa chambre d'hôpital, Normand reçoit Steven et lui annonce qu'il devra prendre congé de son travail pendant une période indérterminée. En effet, il devra subir une greffe de la cornée. Le directeur est raccompagné à son appartement par le psychologue, ce dernier le quittant peu après. Normand pense à ce qu'il devrait faire en écoutant un air d'opéra.
Suzanne est en réunion avec Martin pour discuter de son cas. Ce dernier lui reproche d'avoir caché des informations sur sa liaison avec Jean. Il lui explique qu'elle devra tout raconter devant le comité disciplinaire. Suzanne demande par la suite des nouvelles de Marie, mais Martin ne peut y répondre. Elle le quitte pour se rendre à la bibliothèque où travaille Kim. Suzanne espère recevoir de l'aide de cette dernière. Kim refuse, réalisant qu'elle n'est qu'une simple détenue et non plus une avocate.
Normand arrive à Lietteville. Il organise une réunion pour annoncer qu'il y aura un directeur par intérim le temps qu'il se remette de son accident. Une fois terminé, il se retrouve seul avec Steven. Il lui fait part de ce qu'il pense être la raison pour laquelle Bouba a fait ce geste. Il croit que le geste a été commandé de l'intérieur.
À l'hôpital, Georges rend visite à Marie et lui lit un poème. Elle lui tend la main qu'il prend. Ils se font un sourire.
Marie-France, qui a été choisi comme directrice par intérim, arrive à Lietteville en compagnie d'André Chrétien, grand patron du bureau régional. Elle se rend à l’accueil où elle se présente chaleureusement aux employés présents, ces derniers étant très protocolaires. Marco la guide vers son nouveau bureau, croisant Madeleine et Josée sur le chemin. La nouvelle directrice se rend par la suite au secteur du Maximum. Elle est devancée par Madeleine, qui demande à Nancy de rentrer les détenues dans leur cellule. Une fois arrivé, Marie-France souhaite au contraire les voir sortie de leur chambre, ce que Kevin fait sans attendre. La directrice se présente aux détenues, leur annonçant qu'elle va étudier chacun de leur dossier et en relocaliser certaines dans les unités. Les détenues sont contentes. Marie-France se rend par la suite dans la cour, après que Josée ait vérifié qu'il n'y a personne qui s'embrasse. L'intérimaire remarque les clôtures barbelées et se présente devant le nouveau groupe de détenue, notamment Jeanne, Suzanne, Shandy, Bétina, Judith et Kim. Elle souhaite pouvoir toutes les rencontrer fréquemment. Le fait qu'elle soit très chaleureuse envers les détenues inquiètent Madeleine et Marco.
- Le poème que Georges lit à Marie à l'hôpital s'intitule Si de Rudyard Kipling, venant du roman Les Silences du colonel Bramble d'André Maurois.
- L'air d'opéra que Normand écoute chez lui vient de Norma de Vincenzo Bellini, et qui est intitulé Casta Diva.
- Cet épisode marque la première apparition de Sophie Prégent dans le rôle de Marie-France Caron.
- Acteurs principaux absents de cet épisode : Danielle Proulx, Émilie Bibeau, Salomé Corbo, Geneviève Schmidt et Patricia Larivière.

### Épisode 2
- Québec : 1,833 million de téléspectateurs[22]

- Nico Lagarde (Médecin Marie)
- Alexandra Laverdière (IPL Alexe Clermont)
- Patricia Dorval (IPL P. Provencher)
- Sébastien Beaulac (AC-4 P. Montel)
- Carla Turcotte (Éva Côté)
- Shlang-En Chan (Infirmière #1 Marie)
- Vanessa Seiler (Infirmière #4 Marie)
- Geneviève Beauchemin (IPL M. Monette)
- Kim Cormier (IPL S. Martineau)
- Jimmy Duperval (AC-4 K. Marschall)
- Marie-Lou Bariteau (IPL G. Hufmann)
- Maéva Meloche (Bébé Lucie)
- Ophélie Meloche (Bébé Lucie)
- Karine-Marie Délisle (IPL D. Langlois)
- Valérie Wiseman (IPL Maximum)
- Phyllis Gonden (IPL J. Koumba)
- Mariette Guillaume (IPL A. Nkomo)
- Charlie Grenier (Léa Petit 6 ans)
- Elijah Patrice (Sébastien Petit 10 ans)
- Renaud Langevin (Marc Petit)
- Johanne Lebrun (Marie 37 ans)
- Anik Lefebre (3 IPL B. Lewis)
- Émilie Livernois-DesRoches (IPL G. Delaporte)
- Mélie Jolin (IPL C. Poni)
- Guenièvre Sandré (Détenue prog colère)
- Trudi Yearwood (Détenue ethnique)
- Alex Martel (Infirmier Marie)
- Mona Lisa Dubé (Infirmière #2 Marie)
- Ferdinande Lannielle (Technicien #1 camera)
- Martial Audilon (Technicien #2 camera)

À l'hôpital, Marie s'étouffe. Ne trouvant pas le bouton d'urgence, elle pousse une carafe d'eau par terre pour alerter Alexe, les infirmières et le médecin de son état. Ce dernier arrive et constate qu'elle a besoin d'une trachéotomie.
Marco accompagne Marie-France dans son bureau. La directrice constate l'installation de caméras dues au nouveau système de sécurité. Ils s'installent de ce fait temporairement dans la salle des conférences pour passer à travers plusieurs dossiers de détenues. Marie-France remarque le dossier de Marie que Marco venait de mettre de côté. En le lisant, elle est étonnée de voir qu'elle n'ait reçu aucun support après le décès de ses deux enfants.
Dans l'Unité 9, à table, les détenues discutent à propos de l'absence de Marie. Kim et Suzanne sont choquées par Jeanne qui pense qu'elle a tenté de se suicider. Après le repas, Jeanne se rend dans la chambre de Suzanne et s'excuse auprès d'elle. Cette dernière est désemparée face à la possibilité de sa libération. Jeanne la réconforte en la serrant dans ses bras sous les yeux de Kim, qui se rend à l'extérieur. Jeanne la suit, lui disant que ce n'est qu'elle qui l'intéresse pour une relation amoureuse, mais l'avocate ne semble pas vouloir aller plus loin.
À l'isolement, Madeleine vient chercher Éva. Une fois menottée, elle est emmenée brusquement dans le couloir. Éva, qui s'assoit par terre pour riposter, force Madeleine à demander du renfort. Sous les menaces de l'IPL, Éva se relève. Tout ceci est visionné en direct par Marco et Marie-France, la directrice étant étonnée par le comportement de Madeleine, demandant une rencontre privée avec elle.
À l'hôpital, bien que semblant inconscient, Marie se remémore d'un moment heureux avec son mari et ses enfants.
Lucie rend visite à Benoît, emmenant avec elle son nouveau-né. Benoît s'informe à propos de la situation de Lucie, puis lui mentionne qu'il a téléphoné à Lietteville après l'accouchement pour que Marie connaisse l'existence du nourrisson. Bien que voulant faire part de la tentative de suicide de Marie à Lucie, cette dernière l'interrompt, lui disant ne veut plus entendre parler d'elle. Benoît fait par la suite part à Georges via téléphone de sa rencontre infructueuse avec Lucie.
Marco fait venir Madeleine dans le bureau des opérations pour lui annoncer que Marie-France aimerait la voir. Il lui demande si elle se sent bien, en référence aux brusques interventions de l'IPL. Cette dernière croit alors que Josée est allé faire part de ses inquiétudes à Marco. Madeleine va manger dans la salle des IPL avec sa fille où un certain malaise est perceptible. Elle rencontre par la suite Marie-France, la directrice lui recommandant de prendre des vacances pour son bien psychologique. Ayant fini sa journée, Madeleine sort de l'établissement avec Josée et lui fait des reproches.
En Isolement, Bouba fait venir Nancy pour savoir si elle va être transférée. L'IPL se rend au bureau de Steven lui demandant quand il va faire l'évaluation de Bouba. Elle mentionne aussi que la détenue sera transférée sous peu. Voulant faire respecter l'ordre de Normand relatif au non transfert de Bouba sans l'autorisation de l'ancien directeur, Steven rencontre et convainc Marie-France, qui avait signé la demande de transfert, de garder la détenue encore quelques semaines.
Marco se rend chez Normand, ce dernier lui donnant des instructions relatives à la détention de Bouba. Marco lui fait part des derniers événements liés Marie-France, cette dernière se préparant à rencontrer le personnel.
À la bibliothèque, Kim reçoit la visite de Jeanne qui croit que l'avocate essaie de l'éviter. Elle pense que ceci est dû au fait qu'intérieurement, Kim est profondément amoureuse d'elle.
Steven se rend au Maximum pour une rencontre avec Bouba et est surpris que tout sera filmé. Bouba quant à elle veut rencontrer le psychologue dans sa cellule d'Isolement. Steven se rend auprès d'elle pour lui convaincre d'accepter la rencontre surveillée en étalant la vérité sur sa situation. Bouba accepte péniblement. Un peu plus tard, Nancy fait part à Marie-France que Bouba a signé la demande de rencontre au Maximum.
Georges rend visite à Marie à l'hôpital pour avoir de ses nouvelles.
Marie-France et Marco se rendent à l'Unité 9 pour annoncer aux détenues y résidant que Marie a tenté de se suicider. Jeanne et Suzanne sont sous le choc. La directrice leur propose que deux d'entre eux aille rendre visite à Marie à l'hôpital. Jeanne veut que Suzanne l'accompagne, mais cette dernière ne trouve pas le courage pour y aller. Cameron quant à elle veut y aller et être accompagnée par Marie-Gisèle. Elle veut profiter de cette occasion pour faire une sortie. Après délibérations, Jeanne se rendra à l'hôpital avec Cameron. Marie-Gisèle donne une lettre à Jeanne et lui demande de la lire devant Marie. Elle lui fait aussi part de ses inquiétudes relatives à la santé mentale de Cameron. Après une fouille, on indique à Jeanne et Cameron qu'elles devront porter des menottes lors de la sortie. Une fois à l'hôpital, Cameron essaie de cacher son visage du mieux qu'elle peut car elle a peur qu'un des collègues de son père, qui est médecin, la reconnaisse. Elles sont accueillies par Georges qui leur donne des instructions. Jeanne demande à Cameron d'essayer de montrer de la compassion. Les deux détenues entrent dans la chambre. Au chevet de Marie, Jeanne lui dit des mots d'encouragements. Elle change de place avec Cameron qui commence à lire la lettre de Marie-Gisèle puis arrête, n'aimant pas ce qu'elle a écrit. Elle essaie d'improviser mais exaspère Jeanne qui l'interrompt. Cette dernière aurait souhaité avoir mieux fait lors de cette possible dernière visite pour Marie. Les détenues se rendent aux salles de bains de l'hôpital, Jeanne donnant un de ses chandails à capuchon à Cameron pour qu'elle se cache. Cette dernière croyait que la visite allait être amusante.
Dans son bureau, Marie-France est en compagnie de Marco. Elle lui présente son point de vue, étant contre la politique répressive de Lietteville, et mentionne les membres du personnel attaqués qu'elle juge peut-être incompétent. Elle souhaite changer la politique du pénitencier. Plus tard, Marco se rend chez Normand pour lui raconter la journée de Marie-France, lui disant que les membres du personnel ont aimé ses nouvelles initiatives.
Dans la cour, Jeanne annonce à Shandy qu'elle a un plan lié aux changements que va apporter la nouvelle directrice à Lietteville.
- Acteurs principaux absents de cet épisode : Danielle Proulx, Normand Daneau, Salomé Corbo, Geneviève Schmidt, Simone-Élise Girard, Patricia Larivière et Claudia Ferri.

### Épisode 3
- Québec : 1,805 million de téléspectateurs[23]

- Gaston Lepage (Maurice Marchand)
- Nico Lagarde (Médecin Marie)
- Alexandra Laverdière (IPL A. Clermont)
- Patricia Dorval (IPL P. Provencher)
- Élyse Aussant (IPL M. Clermont)
- Suzanne Lemoine (Nouvelle détenue #1)
- Leila Thibeault-Louchem (Détenue droguée)
- Mélanie Elliott (IPL E. Raby)
- Kim Gourdeau (IPL J. Doré)
- Joelle Paré-Beaulieu (IPL T. Mamoru)
- Geneviève Beauchemin (IPL M. Monette)
- Kim Cormier (IPL S. Martineau)
- Jimmy Duperval (AC-4 K. Marschall)
- Sophie Levesque (IPL M. Turgeon)
- Marie-Lou Bariteau (IPL G. Hufmann)
- Karine-Marie Délisle (IPL D. Langlois)
- Karine McCarragher (IPL F. Vachon)
- Valérie Wiseman (IPL Maximum)
- Mariette Guillaume (IPL A. Nkomo)
- Émilie Livernois-DesRoches (IPL G. Delaporte)
- Mélie Jolin (IPL C. Poni)
- Guenièvre Sandré (Détenue prog colère)
- Charlie Grenier (Léa Petit 6 ans)
- Elijah Patrice (Sébastien Petit 10 ans)
- Trudi Yearwood (Détenue ethnique)
- Mona Lisa Dubé (Infirmière #2 Marie)

- Acteurs principaux absents de cet épisode : Céline Bonnier, Élise Guilbault, Ève Landry, Catherine-Anne Toupin, Angèle Coutu, Émilie Bibeau, Karelle Tremblay, Simone-Élise Girard, Patricia Larivière et Claudia Ferri.

### Épisode 4
- Olivier Aubin (Jean Hamelin)
- Gaston Lepage (Maurice Marchand)
- Annie Charland (AC3 T. Vaillancourt)
- Geneviève Beauchemin (IPL M. Monette)
- Kim Cormier (IPL S. Martineau)
- Jimmy Duperval (AC-4 K. Marschall)
- Sophie Levesque (IPL M. Turgeon)
- Karine-Marie Délisle (IPL D. Langlois)
- Karine McCarragher (IPL F. Vachon)
- Valérie Wiseman (IPL Maximum)
- Annie Carignan (Transport R. Frappier)
- Steven David Nash (Transport J. Charette)
- Mariette Guillaume (IPL A. Nkomo)
- Émilie Livernois-DesRoches (IPL G. Delaporte)
- Trudi Yearwood (Détenue ethnique)

- Acteurs principaux absents de cet épisode : François Papineau, Paul Doucet, Patrice L'Écuyer, Émilie Bibeau, Simone-Élise Girard et Patricia Larivière.

### Épisode 5
- Québec : 2,008 millions de téléspectateurs[25]

- Paul Ahmarani (François Beaudry)
- Olivier Aubin (Jean Hamelin)
- Henri Chassé (André Chrétien)
- Isabelle Brouillette (Patricia Joly)
- Patricia Dorval (IPL P. Provencher)
- Élyse Aussant (IPL M. Clermont)
- Suzanne Lemoine (Nouvelle détenue #1)
- Julie Barbeau (Nouvelle détenue #2)
- Ève Aubert (Détenue)
- Stéphanie Germain (IPL J. Trudel)
- Kim Gourdeau (IPL J. Doré)
- Olga Montes (IPL V. Larouche)
- Jimmy Duperval (AC-4 K. Marschall)
- Karine-Marie Délisle (IPL D. Langlois)
- Mariette Guillaume (IPL A. Nkomo)
- Émilie Livernois-DesRoches (IPL G. Delaporte)

- Acteurs principaux absents de cet épisode : Patrice L'Écuyer, Émilie Bibeau, Geneviève Schmidt, Debbie Lynch-White, Ayisha Issa et Patricia Larivière.

### Épisode 6
- Gabriel Lemire (Ami de Cameron)
- Kim Gourdeau (IPL J. Doré)
- Patrick Abellard (AC-3 T. Laberge)
- Marie-Lou Bariteau (IPL G. Hufmann)
- Mariette Guillaume (IPL A. Nkomo)
- Marie-Pier Denis (Détenue #2)
- Maxime Mailloux (Mathieu Poirier) (non crédité)

- Acteurs principaux absents de cet épisode : Céline Bonnier, Élise Guilbault, Angèle Coutu, François Papineau, Paul Doucet, Normand Daneau, Patrice L'Écuyer, Émilie Bibeau, Debbie Lynch-White, Ayisha Issa, Simone-Élise Girard et Claudia Ferri.

### Épisode 7
- Philippe Thibault-Denis (Justin Boileau)
- Frank Schorpion (Pierre Policier)
- Maxime Mailloux (Mathieu Poirier)
- Blaise Tardif (AC-4 Rousseau)
- Patricia Dorval (IPL P. Provencher)
- Sébastien Beaulac (AC-4 P. Montel)
- Suzanne Lemoine (Nouvelle détenue #1)
- Leila Thibeault-Louchem (Détenue droguée)
- Mélanie Elliott (IPL E. Raby)
- Vanessa Munoz (Détenue cour #1)
- Isabelle L'écuyer (Détenue cour #3)
- Linda Smith (Nouvelle détenue #2)
- Miryam Magri (Nouvelle détenue #3)
- Jimmy Duperval (AC-4 K. Marschall)
- Sophie Levesque (IPL M. Turgeon)
- Karine-Marie Délisle (IPL D. Langlois)
- Marie-Michèle Dion (Intervenante UVS)
- Mariette Guillaume (IPL A. Nkomo)
- Carmen Echeverria (Détenue hispanophone)
- Dave Campbell (Employé maintenance #1)
- Nils Oliveto (Employé maintenance #2)

- Acteurs principaux absents de cet épisode : Marie-Chantal Perron, Danielle Proulx, Normand Daneau, Patrice L'Écuyer, Émilie Bibeau, Debbie Lynch-White, Ayisha Issa et Jason Roy Léveillée.
- Cet épisode marque la dernière apparition de Paul Doucet dans le rôle de Georges Sainte-Marie en tant qu'acteur principal.

### Épisode 8
- Charles-Alexandre Dubé (Jasmin Chartrand)
- Rémi Goulet (Rémi Chartrand)
- Sarah-Anne Parent (Mathilde)
- Olivier Aubin (Jean Hamelin)
- Élyse Aussant (IPL Mireille Clermont)
- Geneviève Beauchemin (IPL M. Monette)
- Patrick Abellard (AC-3 T. Laberge)
- Kim Cormier (IPL S. Martineau)
- Jimmy Duperval (AC-4 K. Marschall)
- Valérie Wiseman (IPL Garde du Max)
- Émilie Livernois-DesRoches (IPL G. Delaporte)
- Carmen Echeverria (Détenue hispanophone)
- Guenièvre Sandré (Détenue colère #1)
- Jocelyne Dandurand (Nouvelle détenue max)
- Trudi Yearwood (Détenue ethnique #1)
- Lamia Benhacine (Détenue hispanique #2)
- Brigitte Tremblay (Détenue prog. traumatisme #1)
- Dave Campbell (Employé maintenance #1)
- Nils Oliveto (Employé maintenance #2)
- Mélissa Toussaint (Nouvelle détenue #1)
- Éliane Bolduc (Nouvelle détenue #2)

- Acteurs principaux absents de cet épisode : Guylaine Tremblay (cet épisode étant le premier où elle n'apparaît pas), Danielle Proulx, François Papineau, Patrice L'Écuyer, Émilie Bibeau et Geneviève Schmidt.

### Épisode 9
- Blaise Tardif (AC-4 Rousseau)
- Annie Charland (AC3 T. Vaillancourt)
- Leila Thibeault-Louchem (Détenue droguée)
- Janique Kearns (Nouvelle détenue au max)
- Mélanie Desjardins (Détenue flashback)
- Vanessa Munoz (Détenue dans la cour #1)
- Isabelle L'écuyer (Détenue dans la cour #3)
- Linda Smith (Nouvelle détenue #1)
- Geneviève Fontaine (Nouvelle détenue #2)
- Miryam Magri (Nouvelle détenue #3)
- Geneviève Beauchemin (IPL M. Monette)
- Kim Cormier (IPL S. Martineau)
- Jimmy Duperval (AC-4 K. Marschall)
- Marie-Lou Bariteau (IPL G. Hufmann)
- Valérie Wiseman (IPL Maximum)
- Mariette Guillaume (IPL A. Nkomo)
- Mélie Jolin (IPL C. Poni)
- Jocelyne Dandurand (Nouvelle détenue max)
- Mélissa Toussaint (Nouvelle détenue #1)

- Jeanne, lorsque auprès de Cameron, chante SOS d'un terrien en détresse écrit par Luc Plamondon. Elle est accompagnée par une version chantée par Betty Bonifassi.
- Acteurs principaux absents de cet épisode : Danielle Proulx, Émilie Bibeau et Salomé Corbo.

### Épisode 10
- Philippe Thibault-Denis (Justin Boileau)
- Henri Chassé (André Chrétien)
- Gustave Rouleau (Bruno fils de Caroline)
- Sébastien Beaulac (AC-4 P. Montel)
- Élyse Aussant (IPL M. Clermont)
- Maryvonne Cyr (IPL J. Beauchamps)
- Annie Charland (AC3 T. Vaillancourt)
- Simon Rousseau (Pierre-Paul)
- Steve Berthelotte (Policier Provincial #1)
- Madeleine Arcand (Journaliste)
- Denis Michaud (Enquêteur #1 Sureté Nationale)
- Kiervi Thienpont (Mère avec enfant au parc)
- Johanne Haberlin (IPL prison Caroline)
- Geneviève Beauchemin (IPL M. Monette)
- Patrick Abellard (AC-3 T. Laberge)
- Kim Cormier (IPL S. Martineau)
- Jimmy Duperval (AC-4 K. Marschall)
- Sophie Levesque (IPL M. Turgeon)
- Karine-Marie Délisle (IPL D. Langlois)
- Mariette Guillaume (IPL A. Nkomo)
- Émilie Livernois-DesRoches (IPL G. Delaporte)
- Jocelyne Dandurand (Nouvelle détenue max)
- Nicolas Scholtus Campagne (Policier #2 provincial)
- Martin Lefevre (Enquêteur #2 Sureté Nationale)
- Colombe Thienpont-Ducres (Bébé parc)
- Lise Chénier (IPL prison Caroline)
- Martin Champagne (Chauffeur taxi Normand)

- Acteurs principaux absents de cet épisode : Catherine-Anne Toupin, Danielle Proulx, Normand Daneau, Geneviève Schmidt, Claudia Ferri et Simone-Élise Girard.

### Épisode 11
- Micheline Lanctôt (Élise Beaupré)
- Catherine Proulx-Lemay (Michèle Paquette)
- Mariloup Wolfe (Agathe Boisbriand)
- Sarah-Jeanne Labrosse (Laurence Belleau)
- Charles-Alexandre Dubé (Jasmin Chartrand)
- Rémi Goulet (Rémi Chartrand)
- Sarah-Anne Parent (Mathilde)
- Olivier Aubin (Jean Hamelin)
- Philippe Thibault-Denis (Justin Boileau)
- Hélène Major (Commissaire femme #1)
- Katherine Adams (Huissier-audiencier)
- Blaise Tardif (AC-4 Rousseau)
- Patricia Dorval (IPL Patricia Provencher)
- Sébastien Beaulac (AC-4 P. Montel)
- Michel Mongeau (Juge)
- Kim Gourdeau (IPL J. Doré)
- Patrick Abellard (AC-3 T. Laberge)
- Jimmy Duperval (AC-4 K. Marschall)
- Sophie Levesque (IPL M. Turgeon)
- Marie-Lou Bariteau (IPL G. Hufmann)
- Karine-Marie Délisle (IPL D. Langlois)
- Mariette Guillaume (IPL A. Nkomo)
- Karine McCarragher (IPL F. Vachon)
- Émilie Livernois-DesRoches (IPL G. Delaporte)
- Lise Chénier (IPL prison Caroline)
- Roxanne DeBruyn (Commissaire femme #2)
- Annie Gougeon (IPL #3 prison Caroline)
- Alexis Loranger (Avocat de la couronne)
- Noémie Yelle (Infirmière) (non crédité)

- Lors des dernières minutes de l'épisode, on peut entendre la chanson Je pars à l’autre bout du monde de Paul Daraîche et interprétée par Beyries. Cette dernière a enregistré la portion de la chanson demandé par le réalisateur spécialement pour la série[32]. Le lendemain, c'est la version de Laurence Jalbert qui est monté jusqu'à la deuxième position du palmarès iTunes. Pour cause de popularité, Beyries a décidé d'enregistrer la version complète de la chanson peu après[33].
- Acteurs principaux absents de cet épisode : Catherine-Anne Toupin, Sophie Prégent, François Papineau, Patrice L'Écuyer, Émilie Bibeau, Debbie Lynch-White, Ayisha Issa, Claudia Ferri, Jason Roy-Léveillé et Simone-Élise Girard.

### Épisode 12
- Frédérique Dufort (Léa Petit)
- Béatrice Picard (Soeur Agnès Grâce)
- Nicola-Frank Vachon (Marco Biron)
- Blaise Tardif (AC-4 Rousseau)
- Alexandra Laverdière (IPL Alexe Clermont)
- Noémie Yelle (Infirmière)
- Maryvonne Cyr (IPL J. Beauchamps)
- Kim Cormier (IPL S. Martineau)
- Marie-Lou Bariteau (IPL G. Hufmann)
- Karine-Marie Délisle (IPL D. Langlois)
- Mariette Guillaume (IPL A. Nkomo)
- Marie-Pier Denis (Détenue prog colère #2)
- Christina Filippidis (Gardienne Marie flashback)
- Laura Lacoste (Gardienne Marie flashback)

- Cet épisode marque la première apparition, en tant qu'actrice principale, de Sabrina Bégin Tejeda dans le rôle de Mariposa Selanes. Elle avait fait une courte apparition lors du quatrième épisode de la saison 4.
- Acteurs principaux absents de cet épisode : Élise Guilbault, Danielle Proulx, Salomé Corbo, Geneviève Schmidt, Ayisha Issa, Jason Roy-Léveillé et Karelle Tremblay